# Parco Colline Moreniche di Castiglione
Il parco Colline Moreniche di Castiglione è un parco locale di interesse sovracomunale che si trova in Lombardia, nel comune di Castiglione delle Stiviere, nella Provincia di Mantova.